# Lesquielles-Saint-Germain
Lesquielles-Saint-Germain ist eine französische Gemeinde mit 776 Einwohnern (Stand: 1. Januar 2022) im Département Aisne in der Region Hauts-de-France. Sie gehört zum Arrondissement Vervins, zum Kanton Guise und zum Kommunalverband Thiérache Sambre et Oise.

## Geografie
Die Gemeinde Lesquielles-Saint-Germain liegt im Nordwesten der Landschaft Thiérache, vier Kilometer nördlich von Guise an einem Flussknie der Oise. Im Nordwesten reicht das Gemeindegebiet bis an den Sambre-Oise-Kanal. Nachbargemeinden von Lesquielles-Saint-Germain sind Hannapes im Norden, Iron im Nordosten, Villers-lès-Guise im Osten, Flavigny-le-Grand-et-Beaurain im Südosten, Guise im Süden, Vadencourt im Südwesten, Grand-Verly im Westen sowie Tupigny im Nordwesten.

## Geschichte
Seit 1875 war Lesquielles-Saint-Germain an zwei Eisenbahnlinien angeschlossen, die bis Guise parallel verliefen. Infolge des rückläufigen Verkehrsaufkommens nach dem Zweiten Weltkrieg wurden beide Strecken 1950 stillgelegt. Das alte Bahnhofsgebäude beherbergt heute Wohnungen.

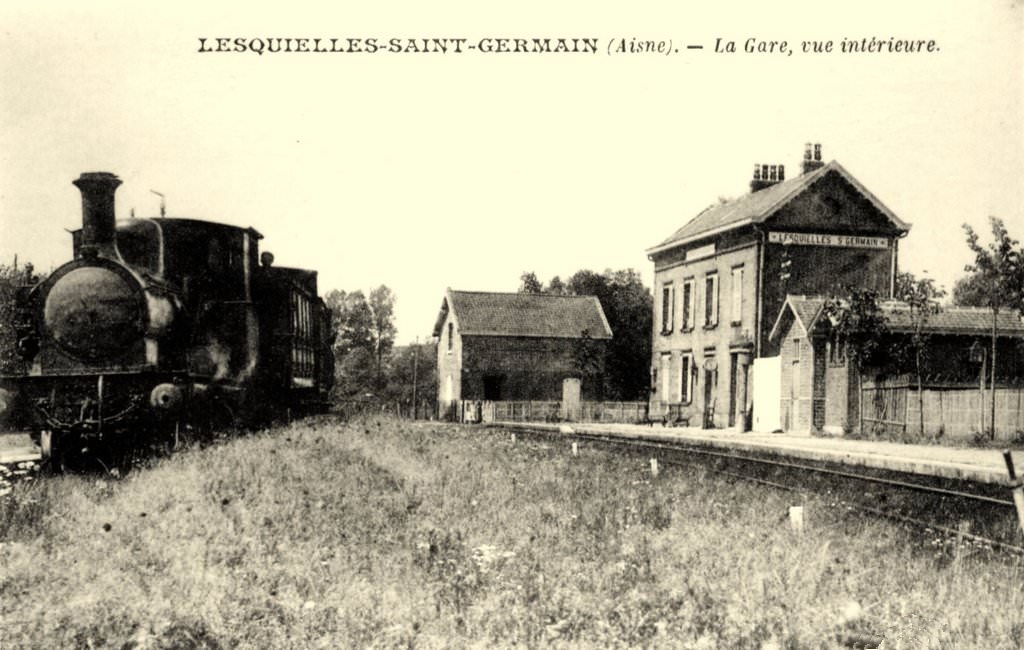
Bahnhof um 1910
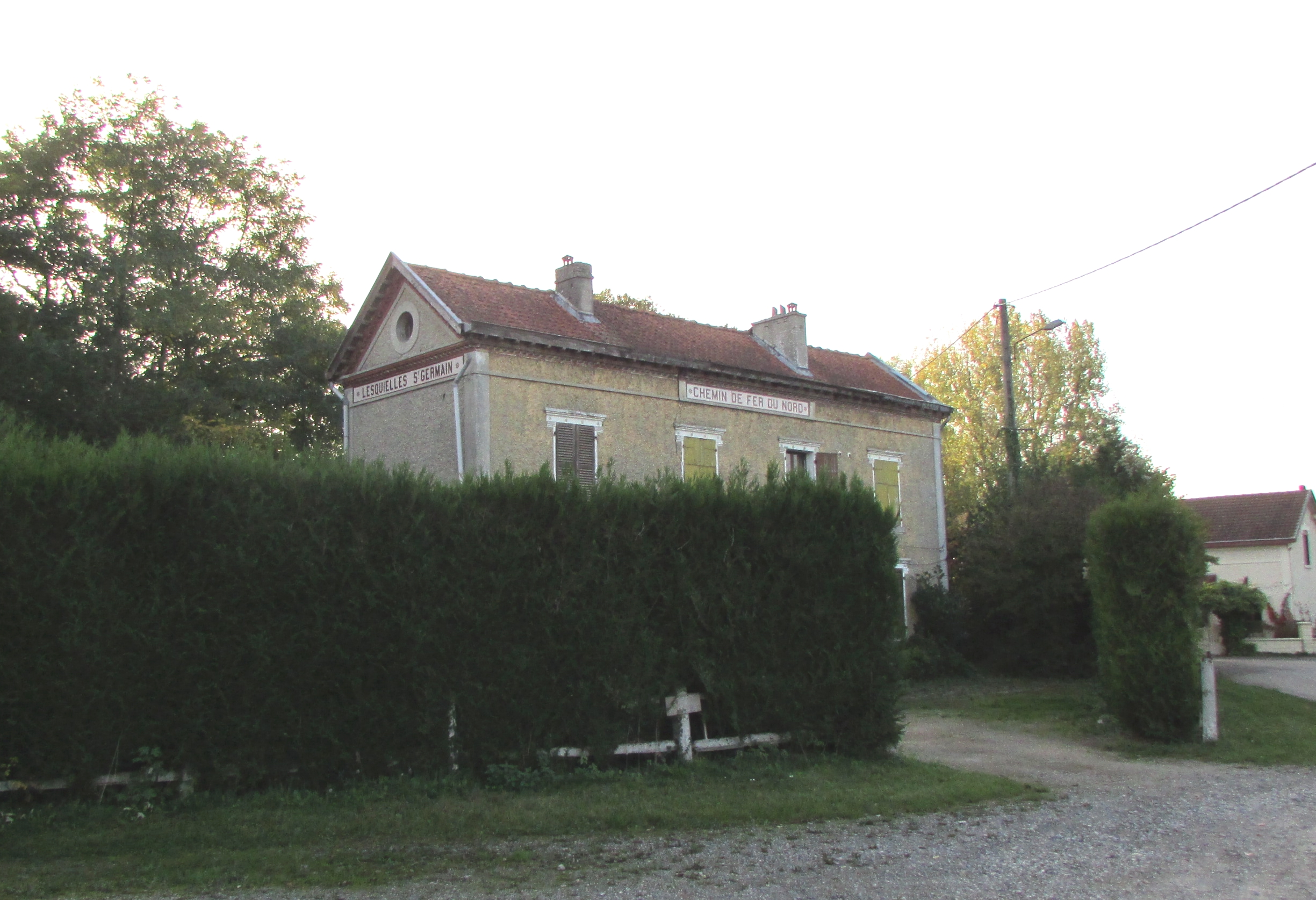
Bahnhof heute

### Bevölkerungsentwicklung
| Jahr                       | 1962 | 1968 | 1975 | 1982 | 1990 | 1999 | 2006 | 2013 | 2022 |
| Einwohner                  | 1604 | 961  | 852  | 803  | 832  | 848  | 862  | 817  | 776  |
| Quellen: Cassini und INSEE |      |      |      |      |      |      |      |      |      |

## Sehenswürdigkeiten

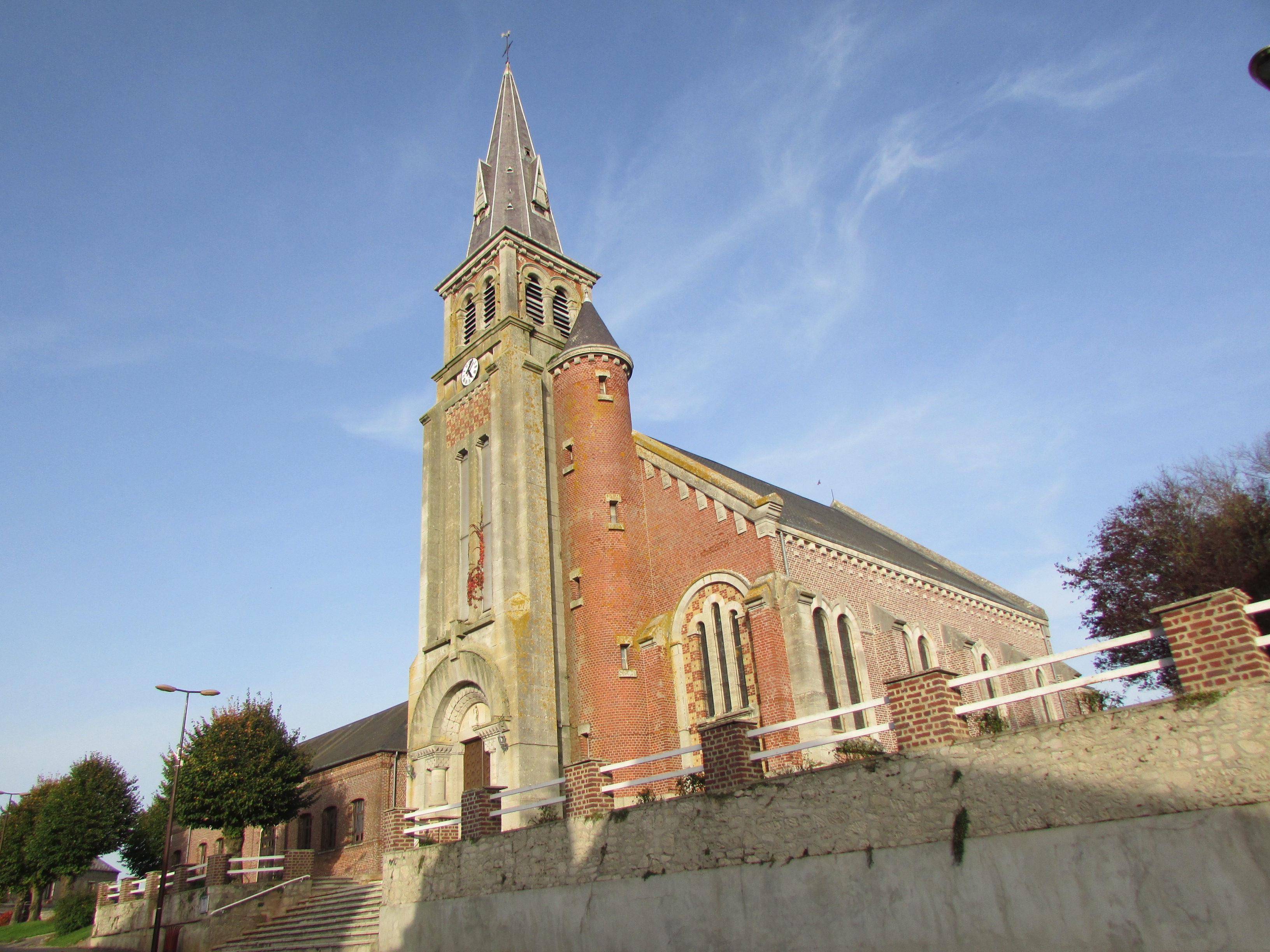
Kirche Saint-Jean-Baptiste
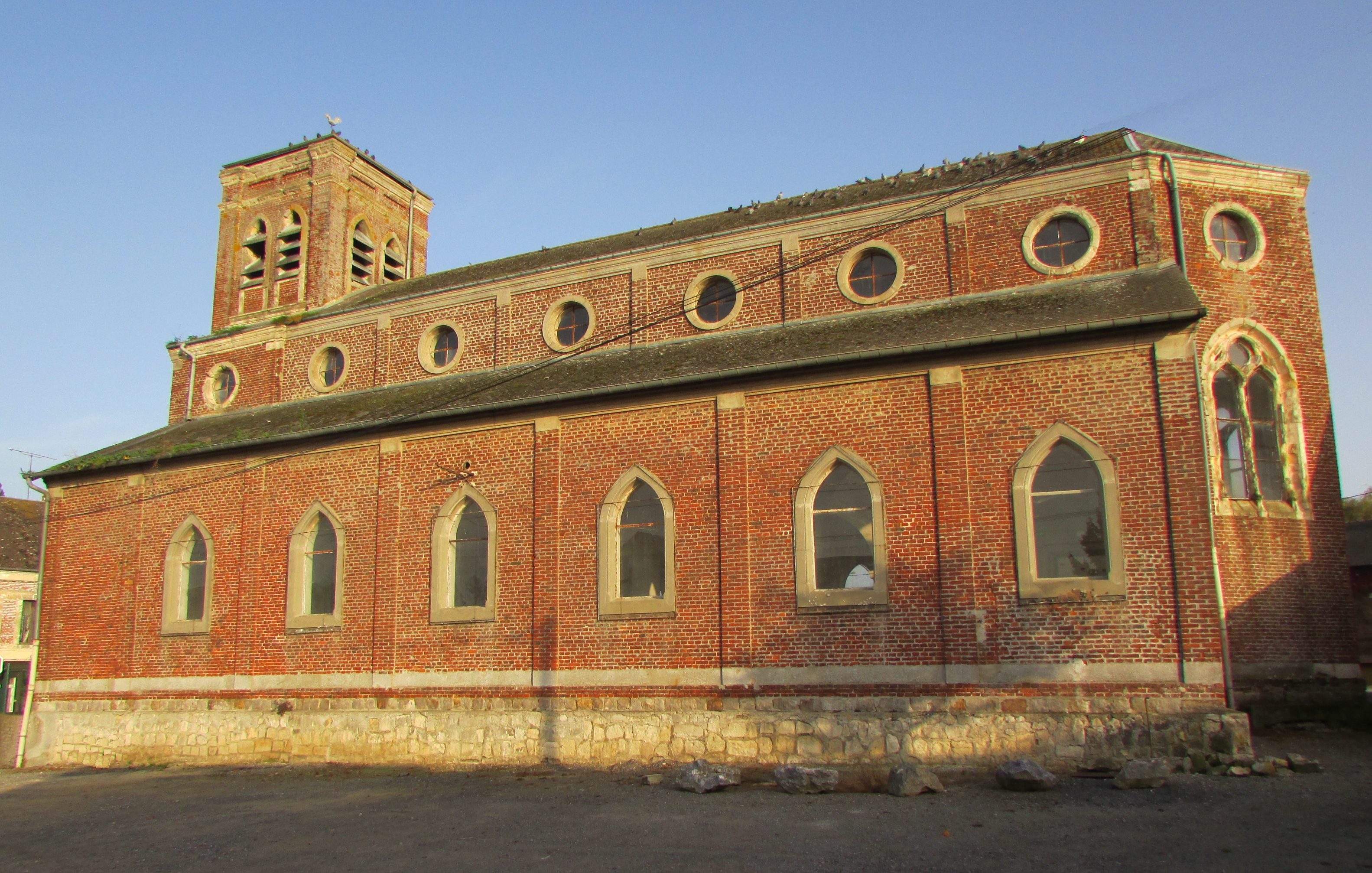
Kirche Saint-Germain
- Wasserturm

- Kirche Saint-Jean-Baptiste
- Kirche Saint-Germain